# Liste des maires de Garches
La liste des maires de Garches présente la liste des maires de la commune française de Garches, située dans le département des Hauts-de-Seine en région Île-de-France.

## Liste des maires

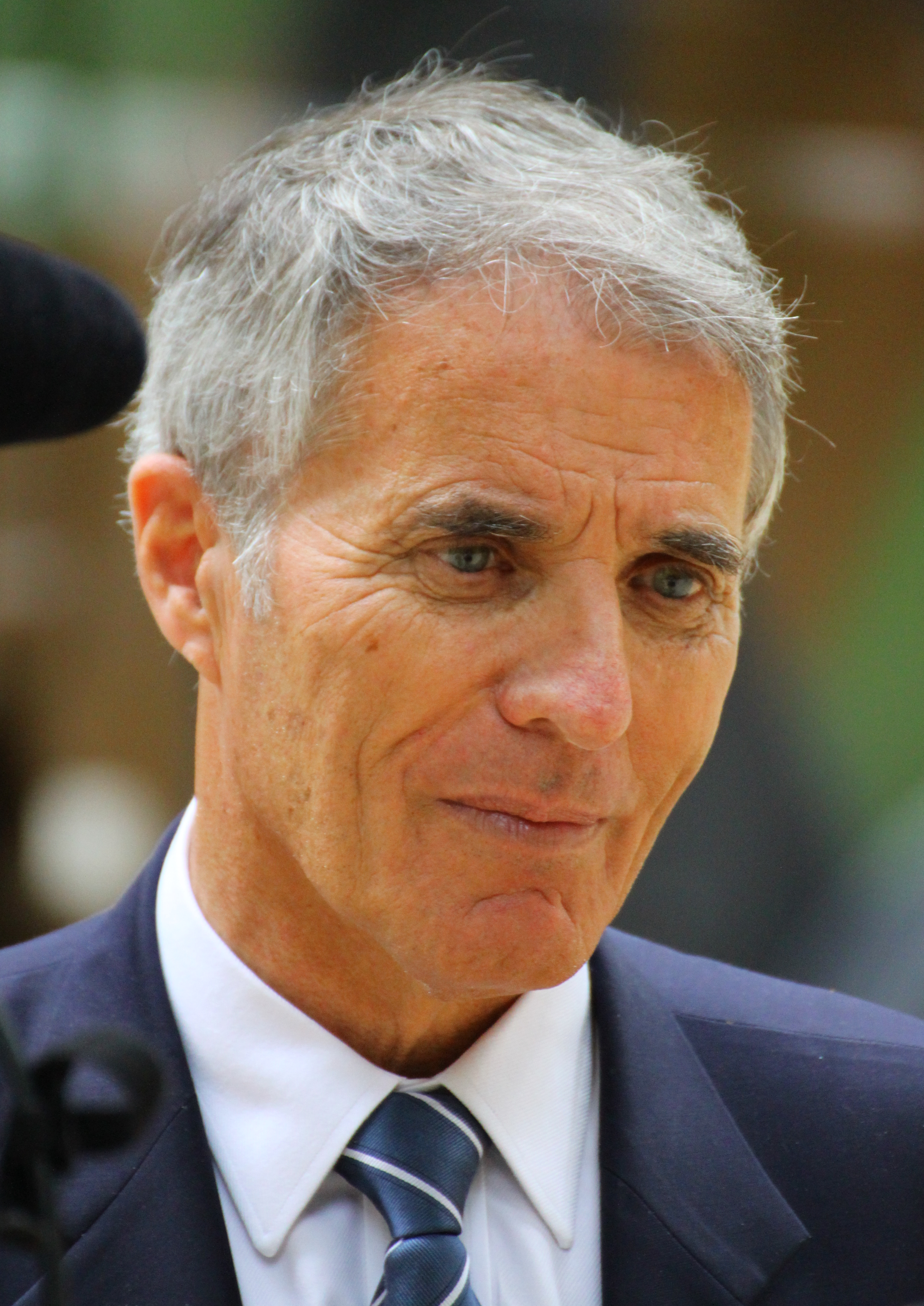
Jacques Gautier, maire de Garches de 1989 à 2019.

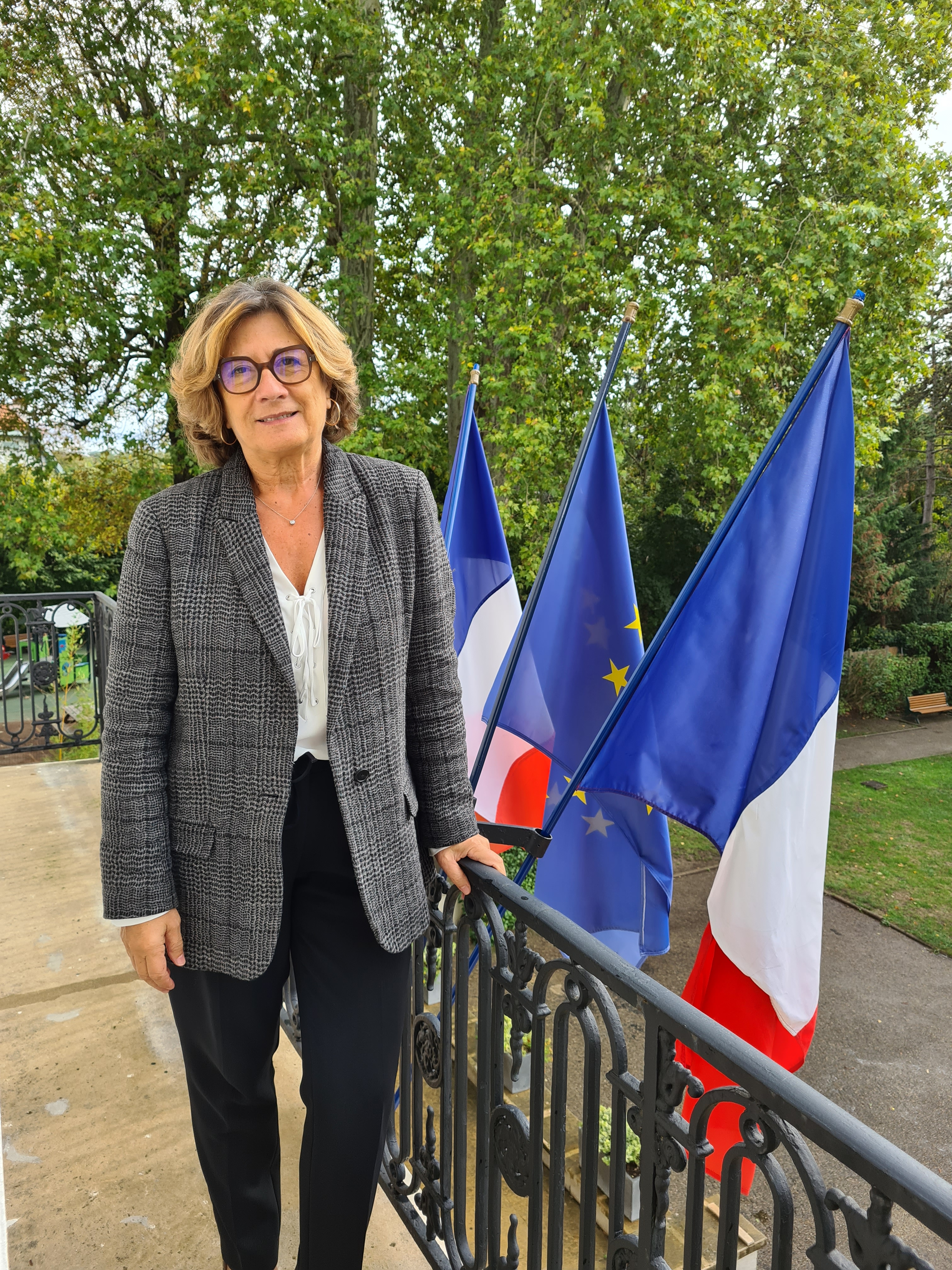
Jeanne Bécart, maire de Garches depuis avril 2019.

### Entre 1888 et 1945
| Période                                  | Période         | Identité                 | Étiquette | Qualité |
| ---------------------------------------- | --------------- | ------------------------ | --------- | ------- |
| Les données manquantes sont à compléter. |                 |                          |           |         |
| 21 mai 1888                              | 16 nov 1894     | Arthur Désiré Halade     |           |         |
| 16 nov 1894                              | 5 août 1897     | Arthur Désiré Halade     |           |         |
| 5 août 1897                              | 14 mai 1904     | François-Joseph Beauvais |           |         |
| 15 mai 1904                              | 5 décembre 1919 | Sosthène Athime Rué      |           |         |
| 6 décembre 1919                          | 16 mai 1925     | Emile Sins               |           |         |
| 17 mai 1925                              | 29 juillet 1931 | Charles Devos            | URD       |         |
| 30 juillet 1931                          | 15 juin 1941    | Henri Garreau            |           |         |
| 9 août 1941                              | 26 août 1944    | Henri Kass               |           |         |
| octobre 1944                             | octobre 1945    | Léon Emile Bouchet       |           |         |

### Depuis 1945
Depuis l'après-guerre, sept maires se sont succédé à la tête de la commune.
| Période      | Période                    | Identité                    | Étiquette          | Qualité |
| ------------ | -------------------------- | --------------------------- | ------------------ | --- |
| octobre 1945 | octobre 1947               | Jean-Pierre Isnard          |                    | |
| octobre 1947 | mars 1959                  | Marcel Chappey              |                    | |
| mars 1959    | mars 1971                  | Joseph Le Rallec            | Rad.               | |
| mars 1971    | octobre 1973               | Pierre Gauthier (1904-1994) |                    | Ingénieur des Arts et Métiers |
| octobre 1973 | mars 1989                  | Yves Bodin                  | SE, puis UDF       | Avocat Conseiller régional |
| mars 1989    | avril 2019                 | Jacques Gautier,            | RPR, puis UMP → LR | Conseiller d'entreprise Sénateur des Hauts de Seine (2011 → 2016) Conseiller général de Garches (1988 → 2007) Président de l'Établissement public d'aménagement de La Défense (? →2007) Vice-président de l'EPT Paris Ouest La Défense (2016 → 2019) Démissionnaire |
| avril 2019   | En cours (au 29 mars 2024) | Jeanne Bécart               | LR                 | Conseillère départementale de Saint-Cloud (2015 → ) Vice-présidente de l'EPT Paris Ouest La Défense (2019 → ) Réélue en 2024 après la démission d'une partie du conseil municipal                                                                                   |

## Pour approfondir